# John Fahey (Musiker)

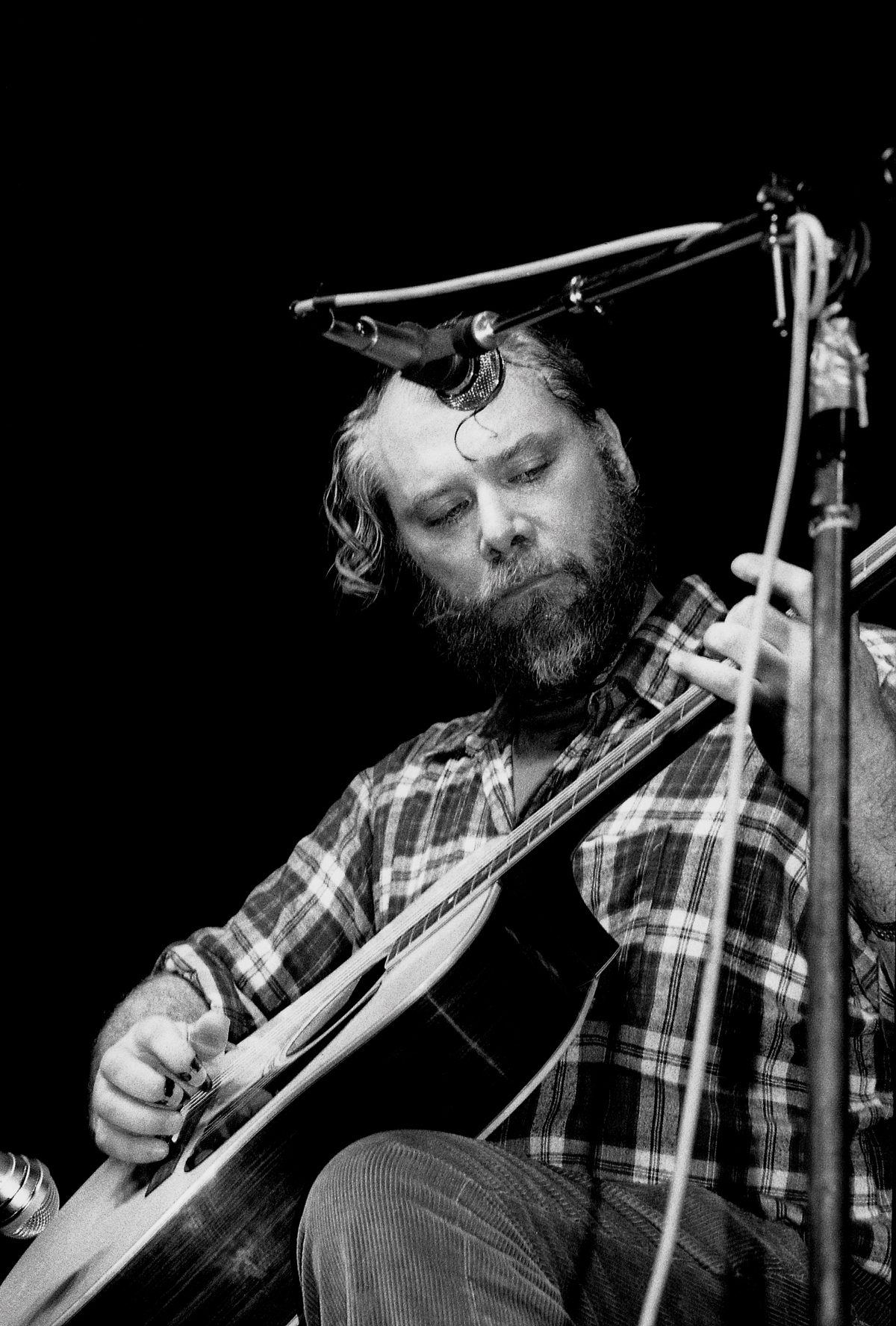
John Fahey (1984)

John Aloysius Fahey [ˈfeɪ̯ʰi] (* 28. Februar 1939 in Takoma Park, Maryland; † 22. Februar 2001 in Salem, Oregon) war ein US-amerikanischer Fingerstyle-Gitarrist und -Komponist, Musikwissenschaftler und Plattenlabel-Gründer.

## Leben
Fahey wuchs zunächst mit klassischer und Country-Musik auf, begann aber – nachdem er im Jahr 1952 bei einem Angel-Ausflug zufällig auf den schwarzen Sänger und Gitarristen Frank Hovington gestoßen war und von dessen Fingerstyle-Gitarrenspiel beeindruckt war – sich mit Blues und mit moderner Klassik zu beschäftigen. In den 1950er Jahren wurden unter dem Pseudonym „Blind Thomas“ erste Aufnahmen beim US-amerikanischen Label fonotone produziert und als 78er Schallplatte veröffentlicht. 1959 veröffentlichte er erste Aufnahmen auf seinem eigenen Label, „Takoma Records“, unter dem Pseudonym „Blind Joe Death“. Die Platte war so überzeugend, dass selbst einige Blueskenner glaubten, es mit einem bis dato vergessenen Bluesmusiker zu tun zu haben. Das Pseudonym kultivierte Fahey weiter mit Aufnahmen durch die 1960er Jahre. 1963 veröffentlichte Fahey erstmals einen anderen Künstler, nämlich Aufnahmen des von ihm erst kurz zuvor wiedergefundenen Bluesmusikers Bukka White. Später sollten Künstler wie Leo Kottke oder Robbie Basho folgen.
1963 schloss Fahey sein Studium der Philosophie und Religion an der American University in Washington erfolgreich ab. Anschließend zog er nach Berkeley und schrieb sich an der University of California ein, um sein Philosophie-Studium zu vertiefen, brach es jedoch bald ab und zog 1964 nach Los Angeles, um an der dortigen University of California am Lehrstuhl für Folklore teilzunehmen. Dieses Studium schloss er erfolgreich mit einer Arbeit über Charley Patton ab, die ihn zum Master machte und 1971 in England veröffentlicht wurde. Diese Monographie ist eine bis heute maßgebliche Analyse von Pattons Werk, angereichert mit zahlreichen Informationen über dessen Leben, seine Diskographie sowie Songtexte.
Fahey war an der Einspielung von Canned Heats Album Living the Blues beteiligt. Seine eigenen Aufnahmen entfernten sich seit der Mitte der sechziger Jahre deutlich vom Blues. Fahey bezog Einflüsse von nichtwestlichen Musikformen ein, experimentierte mit Collagen und arbeitete mit der Avantgardeband Red Krayola zusammen.
Ungeachtet dieser bisher erfolgreichen Biografie geriet Fahey ab Mitte der 1970er Jahre in eine Schaffenskrise. Er begann zu trinken, verlor infolge seiner ersten Scheidung große Teile seines Besitzes und musste Takoma Records Mitte der 70er Jahre verkaufen. Später erkrankte er schwer und gegen Ende der 1980er, Anfang der 1990er Jahre lebte er von der Hand in den Mund, wohnte in Autos oder billigen Motels.
Überraschend wurde sein Werk Mitte der 1990er Jahre von Musikern wie Sonic Youth, Jim O’Rourke und anderen neu entdeckt, dies gab seiner Karriere neuen Aufschwung. Zugleich ermöglichte ihm das Erbe seines Vaters 1995 die Neugründung eines Labels, Revenant Records, das in den Folgejahren herausragende Editionen vor allem zu früher amerikanischer Musik, aber auch Werke von Rockabilly- und Avantgardemusikern veröffentlichte. Fahey fasste zunehmend mehr Vertrauen in seine Kreativität, er nahm sein musikalisches Schaffen wieder auf und produzierte wieder neue Alben. Sein Spätwerk unterschied sich drastisch von seinen bisherigen Arbeiten, elektronisch produziert war es eher von Genres wie Noise und Industrial geprägt.
2003 wurde die auf seinem Label veröffentlichte Gesamtausgabe des Werkes von Charley Patton mit drei Grammys ausgezeichnet. Im  gleichen Jahr führte ihn die US-amerikanische Musikzeitschrift Rolling Stone auf Platz 35 der Liste der größten Gitarristen aller Zeiten auf. In einer neueren Liste belegt er Rang 78.
Fahey erlebte diesen Erfolg nicht mehr; er verstarb im Februar 2001 nach einer schwierigen Herzoperation, bei der sechs Bypässe gelegt wurden.

## Diskografie
- 1959: Blind Joe Death (Takoma) (1. Ausgabe)
- 1963: Death Chants, Breakdowns and Military Waltzes (Takoma) (1. Ausgabe)
- 1964: Blind Joe Death (Takoma) (teilweise Neuaufnahme)
- 1964: The Dance of Death & Other Plantation Favorites (Takoma)
- 1965: The Transfiguration of Blind Joe Death (Riverboat)
- 1966: The Great San Bernardino Birthday Party and Other Excursions (Takoma)
- 1967: Blind Joe Death (Takoma) (komplette Neuaufnahme)
- 1967: Death Chants, Breakdowns and Military Waltzes (Takoma) (Neuaufnahme)
- 1967: Days Have Gone By (Takoma)
- 1967: Requia and Other Compositions for Guitar Solo (Vanguard)
- 1968: The “Yellow Princess” (Vanguard)
- 1968: The Voice of the Turtle (Takoma)
- 1968: The New Possibility (John Fahey’s Guitar Soli Christmas Album) (Takoma)
- 1971: America (Takoma)
- 1972: Of Rivers and Religion (Reprise)
- 1973: After the Ball (Reprise)
- 1973: Fare Forward Voyagers (Soldier’s Choice) (Takoma)
- 1974: Leo Kottke, Peter Lang & John Fahey (Takoma)
- 1975: Old Fashioned Love (Takoma)
- 1975: Christmas with John Fahey Vol. II (Takoma)
- 1977: The Best of John Fahey 1958–1977 (Takoma) (Kompilation)
- 1979: John Fahey Visits Washington, D.C. (Takoma)
- 1980: Yes! Jesus Loves Me (Takoma)
- 1981: Live in Tasmania (Takoma)
- 1982: Christmas Guitar Volume One (Varrick) (Neuaufnahme von The New Possibility)
- 1983: Railroad I (Takoma)
- 1983: Popular Songs of Christmas and New Year’s (Varrick)
- 1984: Let Go (Varrick)
- 1985: Rain Forests, Oceans, and Other Themes (Varrick)
- 1987: I Remember Blind Joe Death (Varrick)
- 1989: God, Time and Causality (Shanachie)
- 1991: The John Fahey Christmas Album (Burnside) (DDD)
- 1992: Old Girlfriends and Other Horrible Memories (Varrick)
- 1994: Return of the Repressed: The John Fahey Anthology (Rhino) (CD-Kompilation)
- 1996: Double 78 (Perfect)
- 1996: The Legend of Blind Joe Death (Takoma) (Kompilation aus Aufnahmen von 1959, 1963, 1964 und 1967)
- 1997: The Mill Pond (Little Brother) (Doppel-EP)
- 1997: City of Refuge (Tim/Kerr)
- 1997: Womblife (Table of the Elements)
- 1997: The Epiphany of Glenn Jones (Thirsty Ear)
- 1998: Georgia Stomps, Atlanta Struts, and Other Contemporary Dance Favorites (Table of the Elements) (Live)
- 1999: The Best of the Vanguard Years (Vanguard) (Kompilation)
- 2000: Hitomi (LivHouse)
- 2003: Red Cross (Revenant)
- 2003: Hard Time Empty Bottle Blues (Table of the Elements) (Einseitige 12″-LP auf klarem Vinyl)
- 2004: The Great Santa Barbara Oil Slick (Water/Revenant) (Live-Aufnahmen von 1968/69)
- 2004: The Best of John Fahey, Vol. 2: 1964–1983 (Takoma) (Kompilation)
- 2005: On Air (Tradition & Moderne) (Aufnahmen von Radio Bremen 1978)
- 2006: Sea Changes & Coelacanths: A Young Person’s Guide to John Fahey (Table of the Elements) (Kompilation)
- 2011: Your Past Comes Back to Haunt You – The Fonotone Years [1958–1965] (Dust-to-Digital) (5-CD-Kompilationsalbum mit Buch)